# Herburt (szczyt)
Herburt – szczyt o wysokości 554 m n.p.m., położony na Ukrainie, na Pogórzu Przemyskim w masywie Masywie Wilczej Jamy.
Na szczycie znajdują się ruiny zamku Herburt.